# Norra Bullaresjön
Norra Bullaresjön är en sjö i Tanums kommun i Bohuslän och ingår i Enningdalsälvens huvudavrinningsområde. Sjön är 37,5 meter djup, har en yta på 6,88 kvadratkilometer och befinner sig 38,2 meter över havet. Vid provfiske har en stor mängd fiskarter fångats, bland annat abborre, braxen, gädda och löja.

## Delavrinningsområde
Norra Bullaresjön ingår i det delavrinningsområde (653507-125467) som SMHI kallar för Utloppet av Norra Bullaresjön. Medelhöjden är 86 meter över havet och ytan är 30,04 kvadratkilometer. Räknas de 38 avrinningsområdena uppströms in blir den ackumulerade arean 623,33 kvadratkilometer. Avrinningsområdets utflöde Enningdalsälven (Nordaneälven) mynnar i havet. Avrinningsområdet består mestadels av skog (62 %). Avrinningsområdet har 7,08 kvadratkilometer vattenytor vilket ger det en sjöprocent på 23,5 %.

## Fisk
Vid provfiske har följande fisk fångats i sjön:
- Abborre
- Braxen
- Gädda
- Löja
- Mört
- Nors
- Regnbåge
- Sik
- Siklöja
- Ål
- Öring